# Велиж
Велиж (рус. Велиж) град је у Русији и административни центар Велишког рејона Смоленске области.
Према процени из 2014. у граду је живело 7.188 становника

## Географија
Град Велиж налази се у северозападном делу Смоленске области, на истоку европског дела Русије. Смештен је на обалама реке Западне Двине на око 124 км северозападно од административног центра области Смоленска, и на око 400 км западно од главног града земље Москве.

## Историја
Насеље Велиж први пут се помиње у писаним изворима у једном летопису из 1392, а у вези са освајачким походима литванског књаза Витаутаса према Смоленску и Москви. У литванским изворима помиње се још и 1403. године.
Након неуспешних војних акција против руске државе 1533, пољски краљ Жигмунд је био присиљен да преда неке територије Московској кнежевини (укључујући и Велиж). Године 1536. саграђено је утврђење у средишту насеља, и та година се сматра службеним датумом оснивања Велижа.
Током Ливонског рата град и околина су спаљени до темеље 1562. године, а сходно одредбама Јам-Запољског мира из 1582. постао је делом Пољско-литванске заједнице. Насеље је 1585. добило свој први званични грб.
Велиж је поново разрушен 1585. у време Руско-пољског рата, овај пут од стране руских трупа. По окончању истог рата 1667. привремено постаје делом руске државе, али је већ након само годину дана враћен Пољској.
Након прве поделе Пољске 1772. године постаје делом Руске Империје. Првотно је административно припадао Псковској, а затим и Полацкој губернији, да би 1804. постао делом Витепске губерније. Године 1776. добија службени статус града, а 1781. и свој садашњи грб.
Према подацима сверуског пописа становништва из 1897. у граду је живело 12.193 становника, од чега су најбројнији били Јевреји (5.984) и Белоруси (5.809), док су Руси били мањина (283).

## Демографија
Према подацима са пописа становништва 2010. у граду је живело 7.620 становника, док је према проценама за 2014. град имао 7.188 становника.
| 1897.  | 1989. | 2002. | 2010. | 2014. |
| ------ | ----- | ----- | ----- | ----- |
| 12.193 | 9.146 | 8.343 | 7.620 | 7.188 |

## Саобраћај
Кроз град пролази важан магистрални друм који повезује градове Невељ и Смоленск, а град је такође повезан магистралним друмом са Витепском у Белорусији и са Москвом.